# Lybius guifsobalito
Lybius guifsobalito е вид африканска брадата птица от семейство Либиеви. Видът обитава континента основно на север от екватора в страните Камерун, ДР Конго, Еритрея, Етиопия, Кения, Судан, Танзания и Уганда. Това е един от първите описани видове в семейството.

## Разпространение
Видът е разпространен в Еритрея, Етиопия, Камерун, Демократична република Конго, Кения, Судан, Танзания, Уганда и Южен Судан.